# Bailey & Lambert

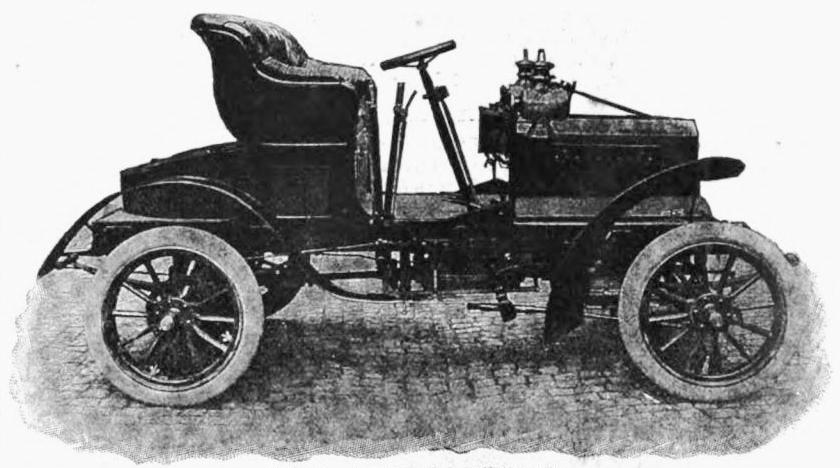
Bailey & Lambert Wonder 6.5 HP (1904)

Bailey & Lambert Ltd. war ein britischer Hersteller von Automobilen.

## Unternehmensgeschichte
Das Unternehmen aus London begann 1903 mit der Produktion von Automobilen. Der Markenname lautete Bailey & Lambert. Eine Verbindung zu Lacoste & Battmann ist möglich. Im gleichen Jahr endete die Produktion. Bis 1905 vertrieb das Unternehmen noch Fahrzeuge der Stevens Motor Manufacturing Company aus Wolverhampton unter dem Markennamen Pelham.

## Fahrzeuge
Das einzige Modell war der Wonder. Ein Einzylindermotor von De Dion-Bouton oder Aster mit 6 PS bis 6,5 PS trieb die Hinterachse an. Der Rahmen war eine Holz-Stahl-Konstruktion. Das Getriebe verfügte über drei Vorwärtsgänge und einen Rückwärtsgang. Die Geschwindigkeitsregelung erfolgte über ein Pedal, das auf das Motor-Auslassventil wirkte. Zur Ausstattung gehörte zudem eine Werkzeugkiste. 